# 長連豪
長 連豪（ちょう つらひで、ちょう の つらひで、安政3年（1856年） - 明治11年（1878年）7月27日）は日本の武士（加賀藩士）、政治活動家。明治維新後の族籍は石川県士族。出生名は此木小次郎。

## 生涯
能登国穴水（現・石川県鳳珠郡穴水町）に、加賀藩士・此木（長）連潔の子として安政3（1856）年に生まれる。幼い頃は漢文学者の豊島洞斎に師事。その後、加賀藩の藩校・明倫堂で学ぶ。
西郷隆盛を尊敬しており、明治6年（1873年）～同8年（1875年）の間に2度、合計14ヶ月の間鹿児島に滞在し、桐野利秋や別府晋介と親交を結んだ。
島田一郎ら5人と共に大久保利通の暗殺を企て、明治10年（1877年）11月に上京する。そして明治11年（1878年）5月14日、東京の紀尾井町の清水谷付近にて大久保を暗殺した（「紀尾井坂の変」とも呼ばれるが暗殺現場は紀尾井坂ではない）。事件後に自首し、同年7月27日午前10時頃に死刑を宣告されると同日午前11時半に市ヶ谷監獄にて他の5人と共に斬首刑に処せられた。享年23。墓は谷中霊園にある。

## エピソード
- 大久保暗殺当日、長は五所紋付きの黒羽織を着用していた（東京日日新聞・明治11年5月15日付）。
- 処刑されるに当たって、首打役の山田吉亮に言い残すことはないかと聞かれ、「北はどちらの方角ですか」と尋ねた。吉亮が北の方角を指し示すと、そちらに手を合わせて何事かつぶやき、「北は私の故郷で、今なお母が存命なもので」と吉亮に理由を説明したうえで、従容と首を差し出したという。吉亮はそのときの心境を後に「刀の錆にするのが惜しく感じられた」と語っている[1]。